# (10464) Jessie
(10464) Jessie – planetoida z pasa głównego asteroid okrążająca Słońce w ciągu 3 lat i 288 dni w średniej odległości 2,43 j.a. Została odkryta 17 września 1979 w Agassiz Station Harvard College Observatory. Nazwa planetoidy pochodzi od pochodzącej z Harvardu w stanie Massachusetts tragicznie zmarłej Jessiki Lynn „Jessie” Peterson (1994–2009). Przed nadaniem nazwy planetoida nosiła oznaczenie tymczasowe (10464) 1979 SC.